# Bildnis des Perikles mit korinthischem Helm

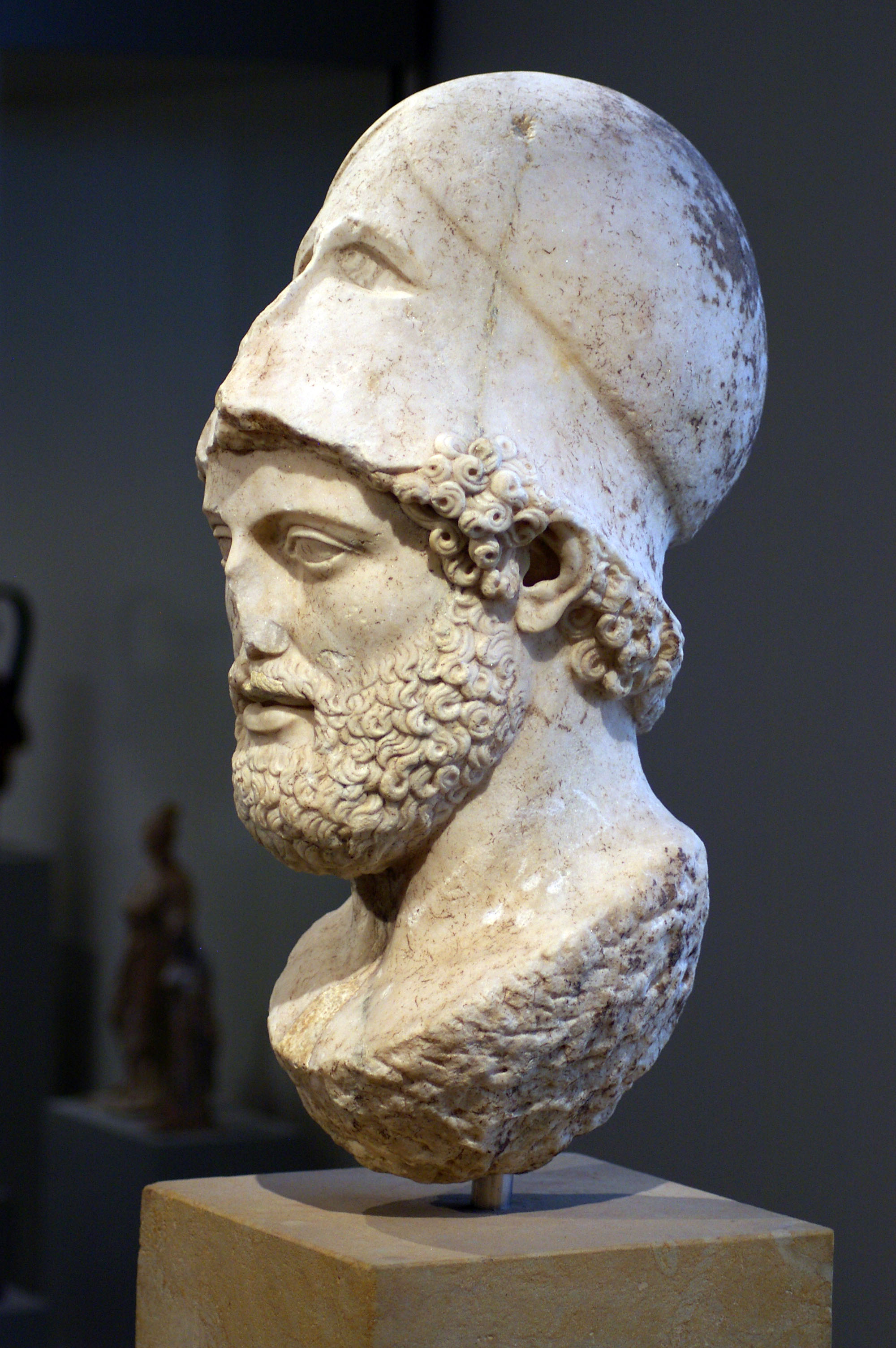
Einsatzkopf in der Berliner Antikensammlung

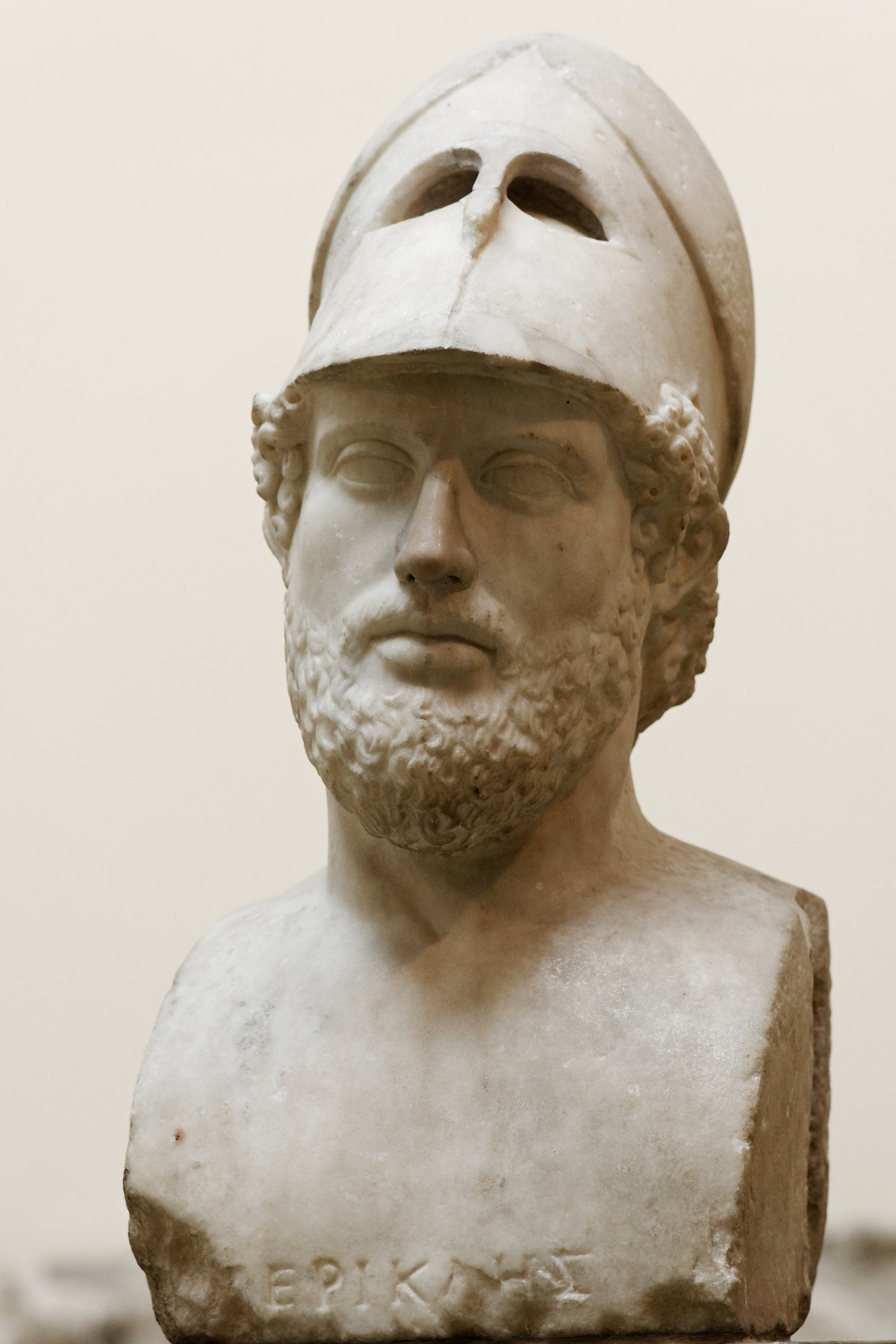
Herme im British Museum

Das Bildnis des Perikles mit korinthischem Helm ist Teil einer Statue des athenischen Staatsmannes und Militärführers und in vier Marmorkopien aus der römischen Kaiserzeit erhalten.

## Das Porträt

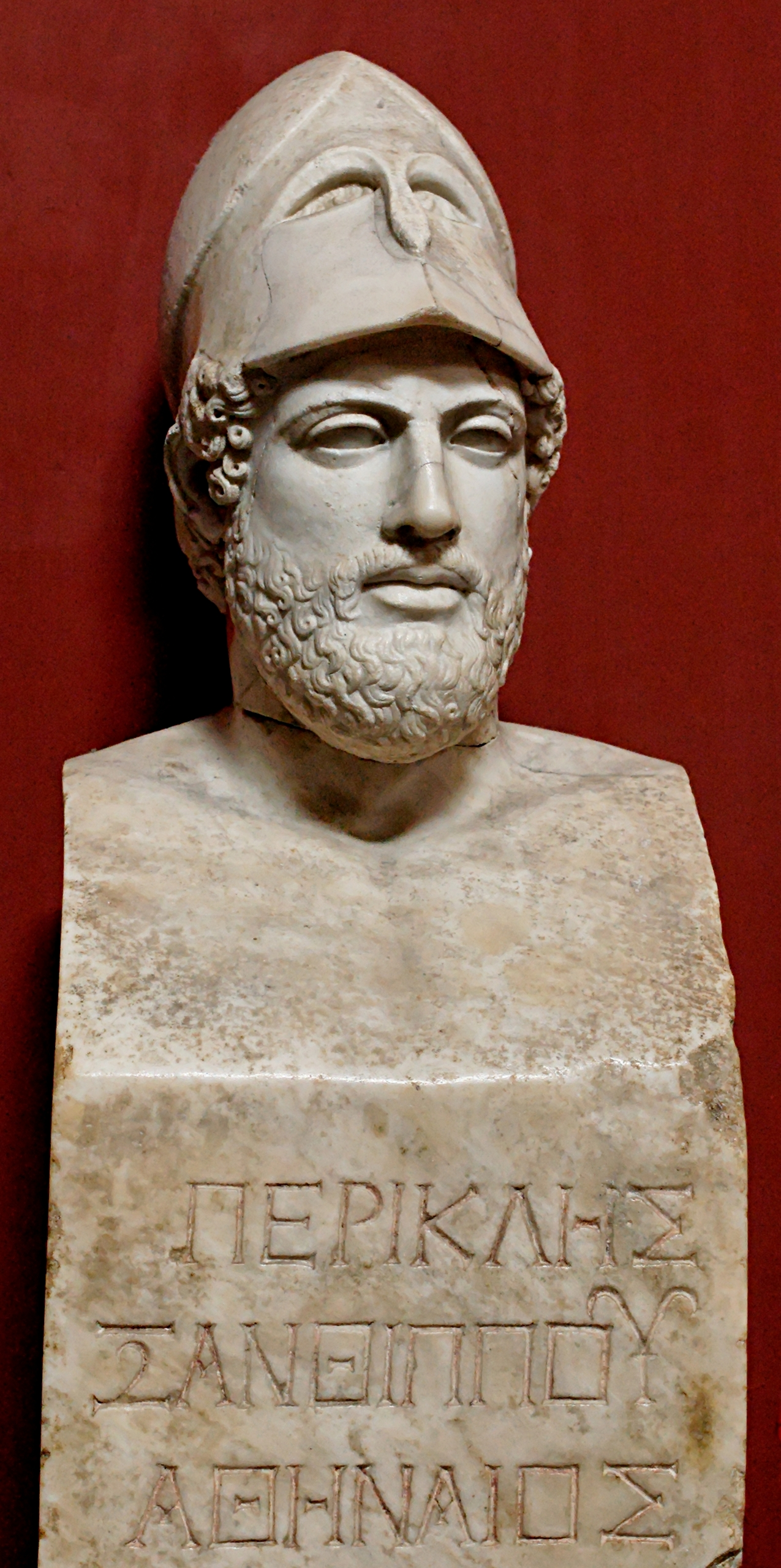
Herme in den Vatikanischen Museen mit Inschrift

Die römischen Kopien des Porträts des Perikles gehen sehr wahrscheinlich auf eine vom Bildhauer Kresilas geschaffene Bronzestatue zurück. Diese lebensgroße Statue wurde wohl wenig vor oder kurz nach dem Tode des Politikers auf der Akropolis von Athen aufgestellt. Pausanias sah die Statue direkt hinter den Propyläen, also im Eingangsbereich der Akropolis. Da diese Statue nicht überliefert wurde und nur wenige Angaben zu ihr bekannt sind, ist nicht nur die Zuweisung unklar, sondern auch die Details zur Statue basieren nur auf Vermutungen und Analogien. Perikles wurde nicht in seiner physiognomischen Individualität gezeigt, sondern als ein Idealbild des langjährigen Strategen. Unsicher ist, ob er nackt, bekleidet oder in voller militärischer Montur dargestellt wurde. Überliefert wurden Reste der Basis mit einer Weiheinschrift. Zudem deutet ein Loch in der Basis darauf hin, dass die Statue mit der linken Hand eine Lanze hielt. Die leichte Drehung des Kopfes lässt erkennen, dass die Statue Stand- und Spielbein hatte.
Perikles ist als reifer Mann mit einem korinthischen Helm dargestellt. Der Helm symbolisiert seine militärische Funktion als Stratege. Die Berliner Kopie ist besonders sorgfältig ausgeführt worden. Unter dem nach oben geschobenen Helm quillt das kurzlockige Schläfenhaar hervor. Alle Teile des Bartes sind gepflegt. Der Vollbart zeigt viele kleine und wohl geordnete Locken. Die Augen werden von breiten, ebenmäßigen Lidern und den Brauen umgeben. Die vollen Lippen sind leicht geöffnet. Hinter den Augenlöchern des Helms sind wie bei zwei der drei anderen Kopien Haarlocken erkennbar. Die Haare bei den weit oben liegenden Löchern werden als Hinweis für die lange Kopfform gedeutet, die auch in der attischen Komödie spöttisch aufs Korn („Meerzwiebelkopf“) genommen wurde. Diese Anomalie soll der Grund dafür gewesen sein, dass Perikles immer mit korinthischem Helm gezeigt wurde, da dieser den hohen Kopf kaschieren sollte. Die Zufügung der Locken kann man demnach wohl als Zugabe eines gebildeten Bildhauers ansehen.
Kresilas schuf mit diesem Perikles-Bildnis eine Art Leitbild der attischen Demokratie. Trotzdem trug das Bildnis auch dem auf der Gleichheit aller beruhendem Bürgerideal Athens Rechnung und entsprach mit dem überlegt-ruhigen Gesichtsausdruck den Idealen der Zeit. Damit wurden die realistischen Tendenzen der athenischen Kunst aufgegeben, die sich etwa im Bildnis des Themistokles fanden. Das Bildnis war weitaus individueller in der Darstellung. Der Gesichtsausdruck ist ernst, Emotionen zeigt das Gesicht nicht. Dennoch entspricht die Darstellung der überlieferten Persönlichkeit des Perikles, die als sehr selbstbeherrscht geschildert wurde. Identifiziert werden konnte Perikles anhand zweier Inschriften, die zu den Porträts in den Vatikanischen Museen und dem British Museum gehören.

## Kopienverzeichnis
- Berlin, Antikensammlung Inventarnummer Sk 1530 (K 127), gefunden auf Lesbos, erworben 1901 im Kunsthandel, Höhe 0,54 m
- London, British Museum Inventarnummer GR 1805.7-3.91 (Cat. Sculpture 549) (Perikles Townley), gefunden in der Villa Hadriana, Höhe 0,48 m, Inschrift Perikles
- Rom, Museo Barracco Inventarnummer 96, erworben 1884 aus der Sammlung Augusto Castellani, Höhe 0,40 m
- Vatikan, Vatikanische Museen, Museo Pio-Clementino Inventarnummer 269, gefunden in der Villa des Brutus bei Tivoli, Höhe 1,83 m, Inschrift: Perikles, Sohn des Xanthippos, Athener